# حمزة دحمان
حمزة دحمان (22 سبتمبر 1990 الجزائر الجزائر - ) هو لاعب كرة قدم جزائري يلعب كحارس مرمى.

## روابط خارجية
- حمزة دحمان على موقع قاعدة بيانات كرة القدم.إي يو (الإنجليزية)
- حمزة دحمان على موقع Soccerway.com (الإنجليزية)